# Hermann Neubacher
Hermann Neubacher (24 juin 1893 - 1er juillet 1960) est un homme politique nazi autrichien qui occupa plusieurs postes diplomatiques dans le Troisième Reich. Pendant la Seconde Guerre mondiale, il fut nommé principal responsable du ministère allemand des Affaires étrangères pour la Grèce et les Balkans (y compris la Serbie, l'Albanie et le Monténégro).